# Rue de la Ficelle
La rue de la Ficelle (en roumain : Strada Sforii) est une voie publique de la ville de Brașov, en Roumanie.  Elle est située à proximité de la porte Şchei.
D'une largeur comprise entre 1,11 et 1,35 mètre, elle est considérée comme la voie publique la plus étroite d'Europe de l'Est, ce qui en fait l'une des attractions touristiques de la ville.

## Histoire
Des sources écrites du XVIIe siècle attestent de son existence. Elle est construite à l'origine comme un couloir que les pompiers pouvaient emprunter afin de faciliter leurs interventions.
Elle reflète les tendances d'urbanisation du Brașov médiéval. À l'origine, la rue délimite l'espace entre deux decurii, des groupes de dix maisons typiques du système urbain médiéval mis en œuvre à l'intérieur de la forteresse. D'après la légende, les amoureux médiévaux cachaient leurs baisers dans l'intimité de cette rue étroite, à l'abri de la météo et des regards.
En 2003, son pavage est changé, les murs des bâtiments sont reconstruits et un éclairage ressemblant à des lanternes d'époque est ajouté. Ces restaurations ont pour objectif de faire de la rue une attraction touristique et de l'intégrer dans le circuit touristique de la ville,.

## Description
La rue de la Ficelle est une voie publique située dans le centre-ville de Brașov, municipe et chef-lieu du județ de Brașov, à proximité de la porte Şchei. Elle démarre rue Cerbului et se termine rue Poarta-Șchei, deux voies auxquelles elle est perpendiculaire. Elle ne traverse et n'est traversée par aucune rue. Pavée et très étroite, la voie est piétonne sur toute sa longueur.
Sa longueur est de 83 mètres. Sa largeur, variant de 1,11 à 1,35 mètre, en fait la voie la plus étroite de la ville et l'une des curiosités et attractions touristiques de Brașov. Elle est parfois considérée comme la rue la plus étroite d'Europe, alors que d'autres voies telles que la Spreuerhofstraße en Allemagne ont été décrites comme plus étroites. D'après les sources, elle serait la voie publique la plus étroite d'Europe de l'Est,,.

## Galerie de photos

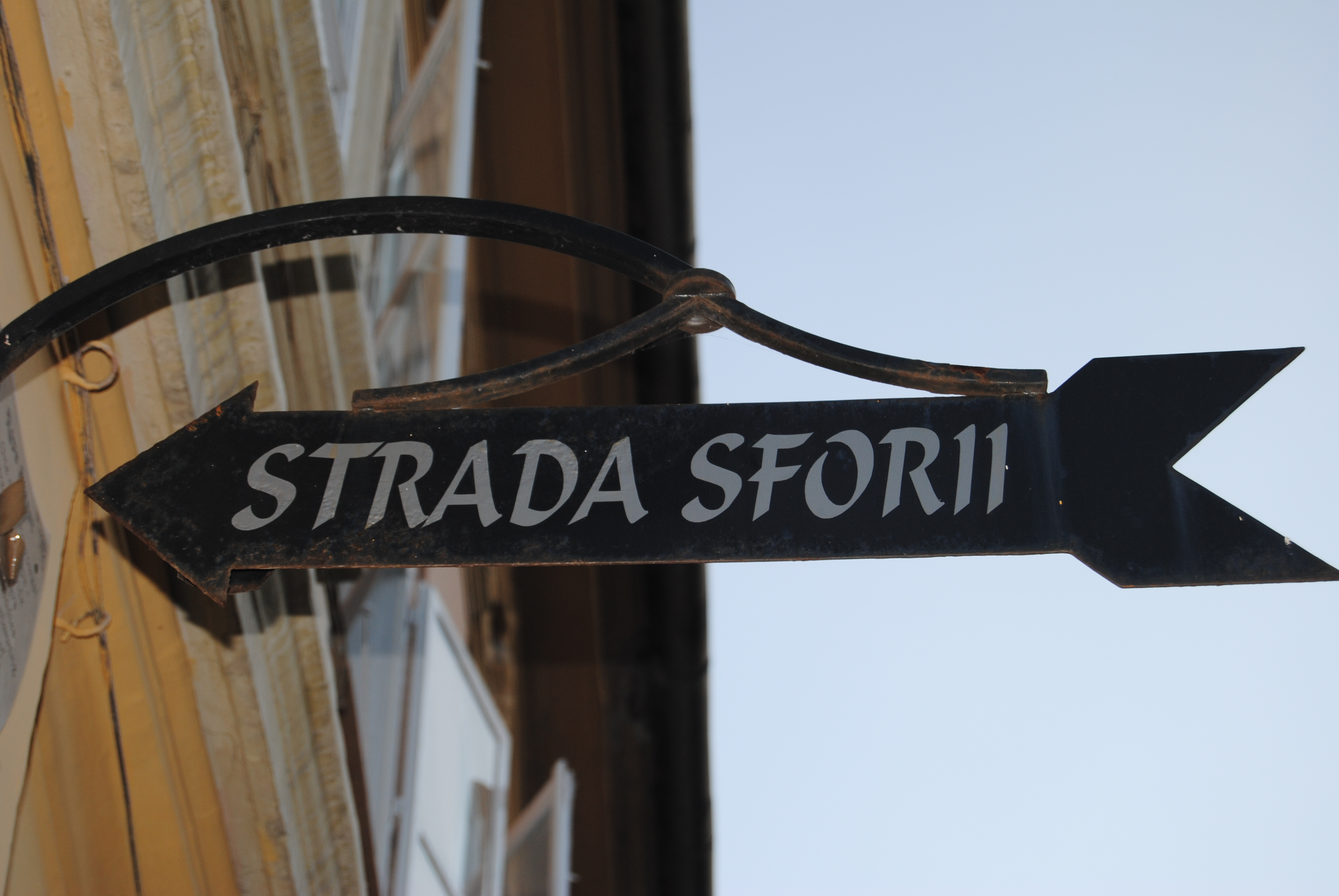
Écriteau annonçant l'entrée de la rue.
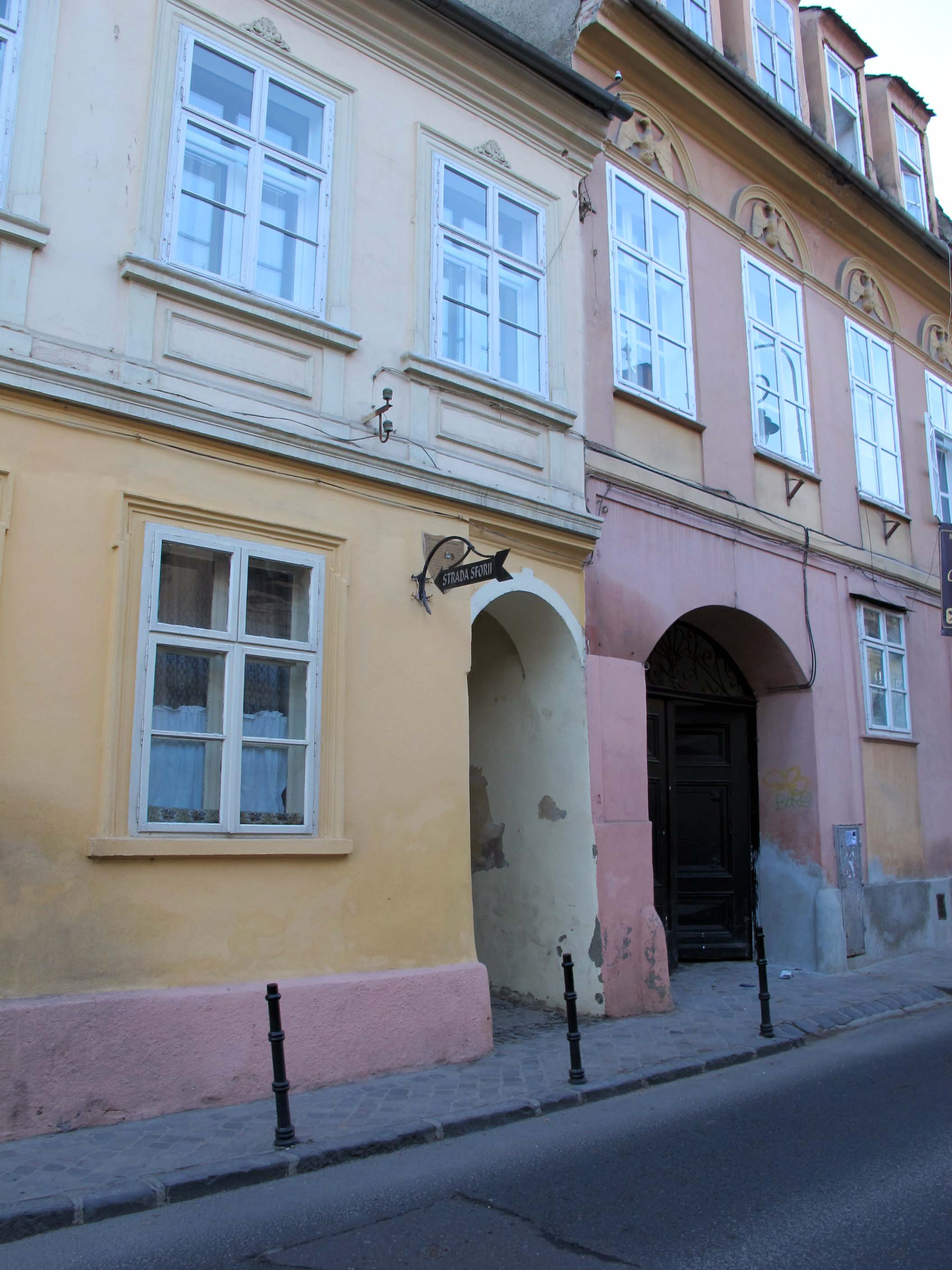
Entrée de la rue.
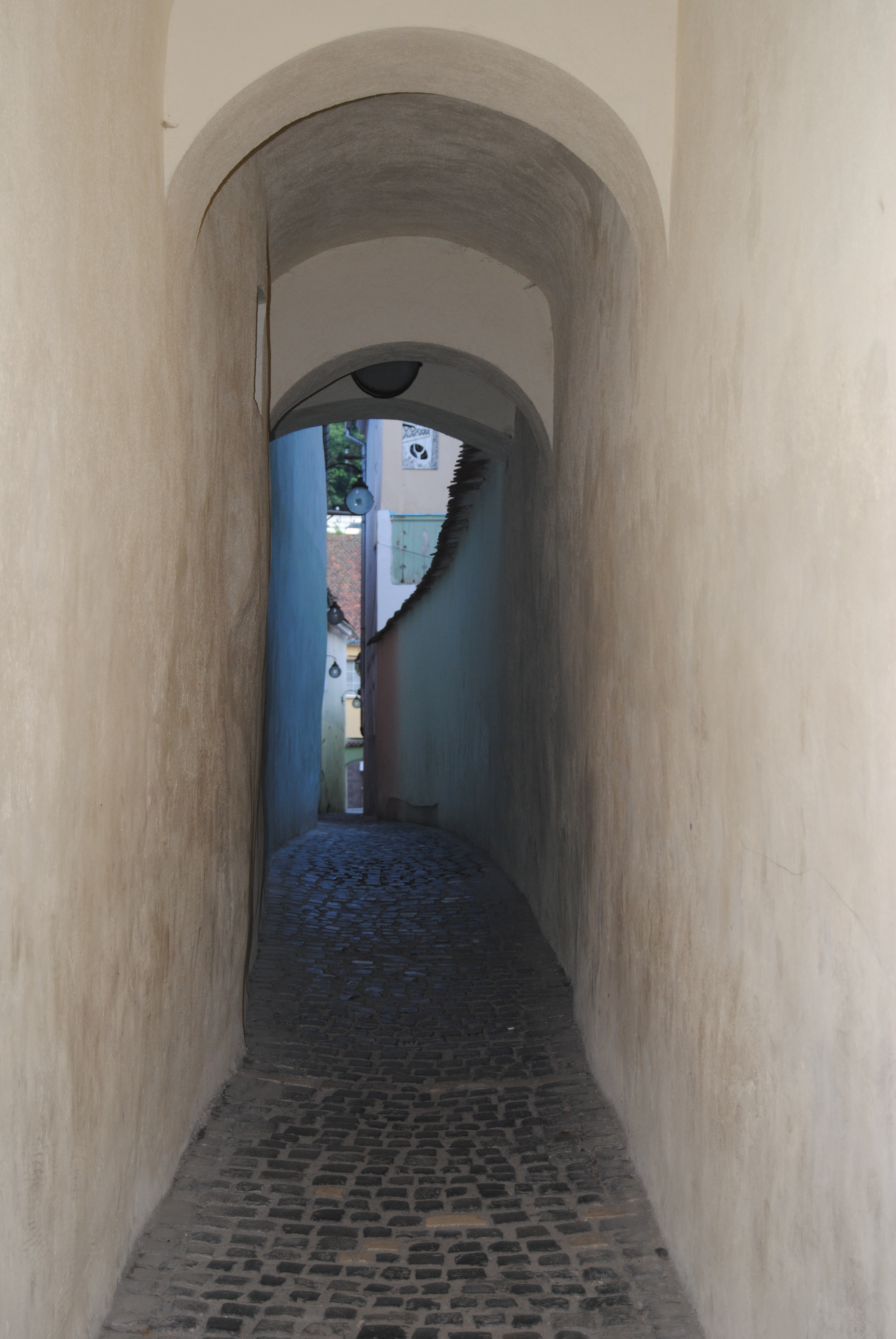
Vue sur une partie de la rue.